# Роджер Гейн
Роджер Гейн (англ. Roger Hane; 3 січня 1939 — 17 червня 1974) — ілюстратор книг у м'якій обкладинці, комерційних рекламних кампаній і альбомів, відомий своїм сюрреалістичним, фантастичним мистецтвом. За свою одинадцятирічну професійну кар'єру Гейн створив понад триста ілюстрацій. Він малював обкладинки видань Collier-Macmillan книг К. С. Льюїса «Хроніки Нарнії», а також таких видань Simon & Schuster, як «Вчення Дон Хуана» Карлоса Кастанеди та «Окрема реальність». Він також створював ілюстрації для Avon Books, EP Dutton Company та Collier Books.

## Життєпис
Гейн народився в Бредфорді, штат Пенсільванія, і виріс у третьому районі Бредфорда. У 1956 році він закінчив Бредфордську середню школу. Далі Гейн навчався в Мерілендському інституті мистецтв і закінчив школу мистецтв у Філадельфійському музеї (нині Університет мистецтв) зі ступенем рекламного дизайну в 1961 році.
У 1963 році Гейн був найнятий для створення повносторінкової ілюстрації для журналу Esquire; в 1965 році він переїхав до Нью-Йорка. У 1964 році він одружився з Елейн Міллер. Серед його численних клієнтів журналів були Ladies Home Journal, Life, Esquire, Sports Illustrated, Fortune, New York magazine, Redbook, The Lamp, Look, Vista, the Saturday Review, Travel and Leisure, Look, Sylvania, Ramparts, the National Lampoon, і Playboy.
Гейн брав участь у роботі з такими рекламними клієнтами, як Formica, Sylvania Bulbs, De Beers Diamonds, BMI, Merck Sharp & Dohme, Inc.; і він створив ряд обкладинок альбомів для RCA, Columbia Records і Philadelphia International Records.
Гейн помер у Нью-Йорку у віці 36 років внаслідок пограбування та побиття в Центральному парку.
Пан Гейн був посмертно нагороджений нагородою Гільдії художників Нью-Йорка «Митець року» в 1974 році, а в 1977 році його робота була представлена в публікації Товариства ілюстраторів. Коледж мистецтв у Філадельфії щорічно присуджує нагороду Меморіалу Роджера Т. Гейна студенту з найкращим ілюстративним портфоліо року.

## Вибрана бібліографія

### Обкладинки книжок та внутрішні ілюстрації
- Моральність поезії, Джон Сіарді (Дошки з ілюстрованим папером. 9 аркушів. Без місця: без дати).
- Контрабандисти Біблії, Луїза А. Вернон (Herald Press, 1967).
- Ірокез, Життя Джозефа Бранта, Джон Джейкс (Crowell-Collier, 1969).

### Тільки обкладинки книг
- Фландрія Землі, Пол Андерсон, (Chilton, 1965)
- Серія «Світ у створенні» (Crowell-Collier, 1965–68)
  - Марконі, батько радіо, Девід Ґанстон, 1965 рік
  - Кобра в небі: надзвуковий транспорт, Едвард А. Геррон, 1968 рік
  - У пошуках Атлантиди, Генрі Чепін, 1968 рік
- Мічман Фландрія, Пол Андерсон (Chilton, 1966)
- Віадук, Рой Браун (Macmillan, 1967)
- Триноги, Джон Крістофер (Collier, 1967–68)
  - Білі гори, 1967
  - Місто свинцю і золота, 1967
  - Вогняне озерце, 1968
- Людина, яка заснувала Джорджію: історія Джеймса Едварда Оглторпа, Дж. Гордон Вет (Crowell-Collier, 1968)
- Різновиди людини: Вступ до людських рас, Едвард Бабун (Crowell-Collier Press, 1969)
- Раптове залізо, Джон Кларк (McGraw-Hill, 1969)
- Рок-революція: що відбувається в сучасній музиці, Арнольд Шов (Crowell-Collier Press, 1969)
- Класична кримінальна колекція Avon (1969—1971)
  - Мертвий впевнений, Дік Френсіс, 1969
  - Воно ходить вночі, Джон Діксон Карр, 1970
  - Бий не по кістках, Шарлотта Джей, 1970
  - Мегре у Віші, Жорж Сіменон, 1971
- Хроніки Нарнії, К. С. Льюїс (Collier-Macmillan, 1970)
  - Лев, відьма і платтяна шафа
  - Принц Каспіан
  - Подорож покорителя світанку
  - Срібний стілець
  - Кінь і його хлопчик
  - Племінник Чарівника
  - Остання битва
- Одна з дівчат Фреда, Елізабет Гамільтон Фрірмуд (Doubleday, 1970)
- Під супутниками Марса, редакція Сема Московіца (Holt Rinehart Wilson, 1970)
- Стрілець, Рей Рассел (Playboy Science Fiction/Fantasy, 1970)
- Addie Pray, Джо Девід Браун (Simon & Schuster, 1971). [Пізніше перейменовано Paper Moon, щоб пов'язати його з екранізацією.]
- Окрема реальність: Подальші розмови з Дон Хуаном, Карлос Кастанеда (Simon & Schuster, 1971)
- Смерть великого духу, елегія для американських індіанців, Ерл Шорріс (Simon & Schuster, 1971)
- Цей друг, різними авторами (Playboy Science Fiction, 1971)
- Подорож до Ікстлану, Карлос Кастанеда (Simon & Schuster, 1972)
- Охоронці, Джон Крістофер (Collier, 1972)
- За межами Аполлона, Баррі Н. Мальцберг (Random House, 1972)
- Вчення Дона Хуана: Шлях знання Які, Карлос Кастанеда (Саймон і Шустер, 1973)
- Зваблення духу: використання та зловживання релігією людей, Гарві Кокс (Simon & Schuster, 1973)
- Вузький вихід, Пол Геніссарт (Simon & Schuster, 1973)
- Кривавий спорт: подорож до Гассаямпи, Роберт Ф. Джонс (Simon & Schuster, 1974)

## Обкладинки альбомів
- Студійний альбом Annie Get Your Gun з Доріс Дей і Робертом Гуле
- Джошуа Ріфкін, Книга "Бітлз у стилі бароко (Elektra/Nonesuch, 1965)
- Бах, Бранденбурзькі концерти Рістенпарта
- Йозеф Гайдн, Die Jahreszeiten
- Гендель, Юда Маккавей
- Біллі Пол, На схід
- Біллі Пол, Війна богів
- B. C. & M. Choir. Привіт сонячне світло
- Крем, «Good Bye»
- Глен Гулд — Бах: Добре темперований клавір, книга 2, том 3 17-24 Колумбія